# Воєводська сільська рада (Арбузинський район)
Воєво́дська сільська́ ра́да — орган місцевого самоврядування в Арбузинському районі Миколаївської області. Адміністративний центр — село Воєводське.

## Загальні відомості
- Населення ради: 1 452 особи (станом на 2001 рік)
- Територією ради протікає річка Корабельна.

## Населені пункти
Сільській раді підпорядковані населені пункти:
- с. Воєводське

## Склад ради
Рада складається з 16 депутатів та голови.
- Голова ради: Крючков Сергій Володимирович
- Секретар ради: Медиченко Наталія Павлівна

### Керівний склад попередніх скликань
| ПІБ                            | Основні відомості                                                         | Дата обрання | Дата звільнення |
| ------------------------------ | ------------------------------------------------------------------------- | ------------ | --------------- |
| Ялковська Тетяна Володимирівна | Сільський голова, 1962 року народження, позапартійна                      | 26.03.2006   | 31.10.2010      |
| Крючков Сергій Володимирович   | Сільський голова, 1970 року народження, освіта вища, член Партії регіонів | 31.10.2010   |                 |

Примітка: таблиця складена за даними джерела